# Шмарда, Франтишек
Фра́нтишек Шма́рда (чеш. František Šmarda; 1902—1976) — чешский ботаник и миколог, популяризатор микологии.

## Биография
Франтишек Шмарда родился 29 мая 1902 года в городе Тршебич. До 1920 года учился в чешской реальной школе Брно, в 1921 году окончил Учительский институт Брно.
С 1921 по 1923 год Шмарда преподавал в школе в Ославани, в 1923—1926 годах — в Жибетине, последующий год — в Адамове. С 1927 по 1955 год он работал в школе в Куршиме. С 1945 по 1950 год учился на факультете естественных наук Масарикова университета, в 1950 году получил степень доктора.
После 1955 года Шмарда на протяжении семи лет работал в Геоботанической лаборатории Чехословацкой академии наук в Брно. В 1962—1968 годах он был работником Ботанического института Академии наук.
24 апреля 1976 года Франтишек Шмарда скончался.
Шмарда был членом нескольких научных обществ Чехословакии: Чехословацкого ботанического общества, Микологического клуба в Брно, Чехословацкого научного общества микологии и других.

## Некоторые научные публикации
- Šmarda, F. Výsledky mykologického výzkumu Moravy. — Brno, 1942. — 41 p.
- Šmarda, F. Rostlinná společenstva územi přesypových pisků lesa Doubravy u Hodonina. — Praha, 1961. — 76 p.
- Šmarda, F. Pilzgesellschaften einiger Laubwälder Mährens. — Praha, 1972. — 53 p.
- Šmarda, F. Die Pilzgesellschaften einiger Fichtenwälder Mährens. — Praha, 1973. — 44 p.

## Грибы, названные в честь Ф. Шмарды
В районе Брно-Лишень имеется улица Братьев Шмарда, названная в честь Франтишека Шмарды и Яна Шмарды (1904—1968), известного бриолога и геоботаника.
- Smardaea Svrček, 1969
- Geastrum smardae V.J.Stanek, 1956
- Helotium smardae Velen., 1939
- Tomentella smardae Pilát, 1942 [≡ Trechinothus smardae (Pilát) E.C.Martini & Trichies, 2004]
- Verrucaria smardae Servít, 1948